# 本成寺 (鎌倉市)
本成寺（ほんじょうじ）は、神奈川県鎌倉市腰越にある日蓮宗の寺院。旧本山は小町本覚寺、潮師法縁。龍口寺輪番八ヶ寺の一つ。

## 歴史
延慶2年（1309年）、淡路阿闍梨日賢が建立した。

## 伽藍
本堂に本尊の三宝祖師が祀られ、境内に稲荷明神が祀られている。

## アクセス
- 江ノ島電鉄腰越駅より徒歩3分